# Once and Again
Once and Again är en amerikansk TV-serie som sändes på ABC mellan 1999 och 2002.
Serien visar en familj med en ensamstående mamma och hennes romans med en ensamstående pappa, och alla de komplikationer som uppstår. En av seriens unika aspekter är "intervju"-sekvenserna, filmade i svartvitt som varvas med spelsekvenserna i varje avsnitt, där karaktärerna avslöjade sina innersta tankar, känslor och minnen för kameran.

## Rollista i urval
- Sela Ward (Elizabeth 'Lily' Manning)
- Billy Campbell (Richard 'Rick' Sammler)
- Jeffrey Nordling (Jake Manning)
- Susanna Thompson (Karen Sammler)
- Shane West (Eli Sammler)
- Julia Whelan (Grace Manning)
- Evan Rachel Wood (Jessie Sammler)
- Meredith Deane (Zoe Manning)
- Marin Hinkle (Judy Brooks)
- Todd Field (David Cassilli)
- Ever Carradine (Tiffany Porter)
- Jennifer Crystal Foley (Christie Parker)
- David Clennon (Miles Drentell)
- Steven Weber (Samuel Blue)

## Återkommande roller
- Kimberly McCullough (Jennifer)
- Kelly Coffield (Naomi Porter)
- James Eckhouse (Lloyd Lloyd)
- Paul Mazursky (Phil Brooks)
- Bonnie Bartlett (Barbara Brooks)
- Mark Feuerstein (Leo Fisher)
- Alexandra Holden (Cassidy)
- Patrick Dempsey (Aaron Brooks)
- Audrey Marie Anderson (Carla Aldrich)
- Mark Valley (Will Gluck)
- D.B. Sweeney (Graham Rympalski)
- Marco Gould (Spencer Lewicki)
- Eric Stoltz (August Dimitri)
- Paul Dooley (Les Creswell)
- Mischa Barton (Katie Singer)
- Natasha Gaty (Alexa)